# APPETITE (中森明菜の曲)
「APPETITE」（アペタイト）は、日本の歌手中森明菜の楽曲。この楽曲は中森の34枚目のシングルとして、1997年2月21日にMCAビクターよりリリースされた (8cmCD: MVDD-10027)。

## 背景
「APPETITE」は、1996年8月にリリースされた「MOONLIGHT SHADOW-月に吠えろ」に続く楽曲で、1997年3月21日発売のスタジオ・アルバム『SHAKER』からの先行シングルとして、1997年2月21日にCDシングル (8cmCD: MVDD-10027)で発売された。「APPETITE」は、中森自身がこの数年間で最も推した楽曲であったという。スタジオ・アルバム『SHAKER』では本曲のアルバム・バージョンで収録されており、同バージョンではもともとのタイトル名であった"HORROR PLANTS BENJAMIN"というサブタイトルが付いている。この楽曲は、夏野芹子が作詞し、作曲とアレンジをU-kiが手掛けた。1997年3月5日に出演した日本テレビ系音楽番組『M-STAGE』で、『SHAKER』と本作の制作風景を収録したイメージ・ビデオが公開されたが、この映像は発売されていない。本作リリース後に開催されたコンサート・ツアーFelicidadはじめ、複数のライブのセットリストに組まれる楽曲の一つである。
シングル盤「APPETITE」の2曲目として発表された「SWEET SUSPICION」は、久和カノンの作詞と元ルックの千沢仁が作曲し、迫田到が編曲を手掛けた楽曲である。シングル盤のこの2曲の作家の名義は、ともに英名表記で記載されている。
中森にとってMCAビクター在籍時に最後にリリースしたシングルとなった。また、同レコード会社はユニバーサルビクターへ改称後、2000年5月にユニバーサルミュージックに統合されている。

## チャート成績
この楽曲は、オリコン週間シングルチャートで、最高順位46位を記録した。同チャートには、計4週に渡ってランクインしている。

## 収録曲
| #         | タイトル                              | 作詞                       | 作曲                      | 編曲                   | 時間  |
| --------- | ------------------------------------- | -------------------------- | ------------------------- | ---------------------- | ----- |
| 1.        | 「APPETITE」                          | SERIKO NATSUNO（夏野芹子） | U-ki                      | U-ki                   | 5:18  |
| 2.        | 「SWEET SUSPICION」                   | KANON KUWA（久和カノン）   | HITOSHI CHIZAWA（千沢仁） | ITARU SAKOTA（迫田到） | 4:54  |
| 3.        | 「APPETITE」(original karaoke)        |                            |                           |                        | 5:17  |
| 4.        | 「SWEET SUSPICION」(original karaoke) |                            |                           |                        | 4:52  |
| 合計時間: | 合計時間:                             | 合計時間:                  | 合計時間:                 | 合計時間:              | 20:21 |

「APPETITE」、『歌姫伝説 〜90's BEST〜』のライナー・ノーツより

## 収録アルバム
- 『SHAKER+3』[16]
- 『歌姫伝説 〜90's BEST〜』[3][9]